# کارس پارک، نیو ساوت ولز
کارس پارک (به انگلیسی: Carss Park) یک حومه شهر در استرالیا است که در نیو ساوت ولز واقع شده‌است.